# Уриил (линейный корабль, 1840)
«Уриил» — парусный линейный корабль Черноморского флота Российской империи, находившийся в составе флота с 1840 по 1854 год, представитель серии кораблей типа «Султан Махмуд», участник Крымской войны.  До войны неоднократно принимал участие в практических плаваниях эскадр флота в Чёрном море и перевозке войск между черноморскими портами, а во время обороны Севастополя был затоплен на рейде.

## Описание корабля

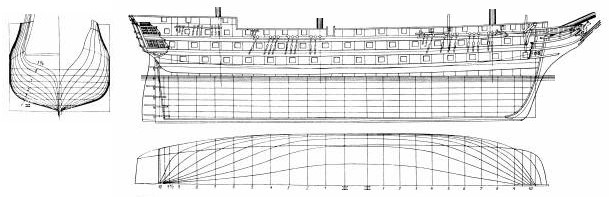
Теоретический чертёж линейного корабля «Силистрия» из фондов ЦГАВМФ

Один из восьми парусных 84-пушечных линейных кораблей типа «Султан Махмуд», строившихся в Николаеве с 1836 по 1845 год. Прототипом серии послужил корабль «Силистрия». Круглая корма этих кораблей повышала прочность корпуса, в его наборе использовались металлические детали, а пеньковые канаты были заменены якорь-цепями. Водоизмещение корабля составляло 3790 тонн, длина между перпендикулярами — 59,7 метра, длина по гондеку — 60,1—60,2 метра, ширина 15,8—16,3 метра, глубина интрюма — 8,1 метра, а осадка — 7,2 метра. Вооружение корабля по сведениям из различных источников составляли от 84 до 96 орудий, из них от пятидесяти восьми до шестидесяти четырёх 36-фунтовых и восемь 18-фунтовых чугунных пушек, двадцать 24-фунтовых пушек, десять 36-фунтовых, две 24-фунтовых, одна 12-фунтовая и две 8-фунтовых карронад, четыре 1-пудовых единорога, а также 3-фунтовый фальконет. Экипаж корабля состоял из 750 человек.
Корабль назван в честь одного из восьми христианских архангелов Уриила и был последним из четырёх парусных линейных кораблей российского флота, названных именем этого архангела. До этого одноимённые корабли строились в 1715, 1749 и 1802 годах, все ранее построенные корабли несли службу в составе Балтийского флота.

## История службы
Линейный корабль «Уриил» был заложен 28 августа (9 сентября) 1838 года на стапеле Спасского адмиралтейства в Николаеве и после спуска на воду 31 октября (12 ноября) 1840 года вошёл в состав Черноморского флота России. Строительство вёл кораблестроитель капитан Корпуса корабельных инженеров А. С. Акимов. В следующем 1841 году корабль перешёл из Николаева в Севастополь.

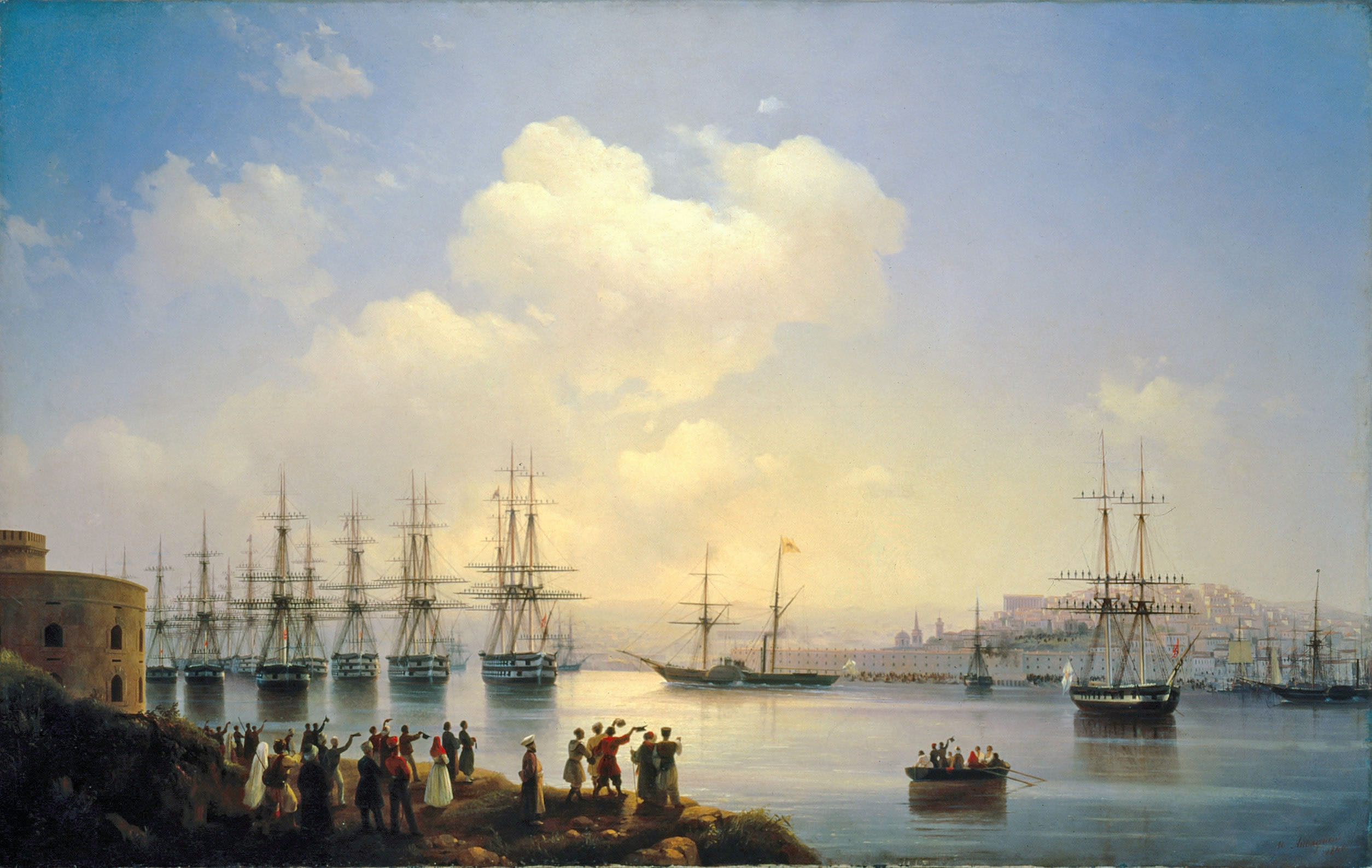
Русская эскадра на Севастопольском рейде. Айвазовский, 1846 год

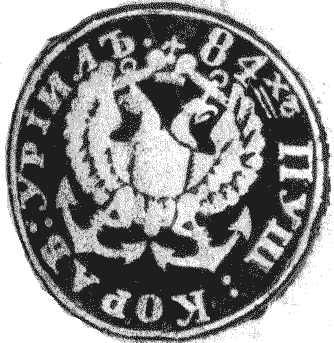
Оттиск печати линейного корабля «Уриил»

В кампании 1842, 1844, 1845, 1847, 1849 и 1852 годов принимал участие в практических плаваниях эскадр кораблей флота в Чёрном море. С мая по август 1853 года также находился в составе практической эскадры в Чёрном море, а во время учебной атаки флота на Севастопольский рейд 12 (24) августа находился составе атакующей стороны. В кампанию того же года с 17 (29) сентября по 2 (14) октября находился в составе отряда, перевозившего войска 14-й дивизии из Одессы в Севастополь. 
Принимал участие в Крымской войне, c 3 (15) ноября 1853 года вместе с кораблем «Селафаил» вышел в крейсерство к мысу Херсонес, где корабли выдержали сильный шторм, после которого 11 (23) ноября оба корабля вернулись в Севастополь. 12 (24) ноября в составе эскадры контр-адмирала Ф. М. Новосильского корабли вновь вышли в плавание для усиления эскадры вице-адмирала П. С. Нахимова, однако по пути к Синопу на них открылась течь и оба корабля вынуждены были 14 (26) ноября вернуться в Севастополь. По возвращении корабль был введён в док на исправление, а экипаж расписан по береговым батареям на время ремонта. 11 (23) сентября года «Уриил» в числе пяти устаревших линейных кораблей и двух фрегатов был затоплен на фарватере у входа на Севастопольский рейд между Константиновской и Александровской батареями с целью заграждения входа неприятельских судов на рейд. После войны при расчистке Севастопольской бухты корпус корабля был взорван.

## Командиры корабля
Командирами линейного корабля «Уриил» в разное время служили:
- капитан 1-го ранга П. А. Синицын (с 1841 года до 26 ноября (8 декабря) 1847 года)[13];
- капитан 2-го ранга, а с 30 августа (11 сентября) 1848 года капитан 1-го ранга Н. Д. Варницкий (1848—1849 годы)[14];
- капитан 1-го ранга А. Д. Варницкий (1849—1854 годы)[комм. 3][16].